# Rod Plaxton
Hayward Alan Roger Plaxton, detto Rod (Parry Sound, 2 giugno 1904 – Toronto, 20 dicembre 1963), è stato un hockeista su ghiaccio canadese.

## Palmarès

### Olimpiadi invernali
- Oro a Sankt Moritz 1928 nell'hockey su ghiaccio.